# Sebastes zonatus
Sebastes zonatus är en fiskart som beskrevs av Chen och Barsukov, 1976. Sebastes zonatus ingår i släktet Sebastes och familjen kungsfiskar. Inga underarter finns listade i Catalogue of Life.